# Корепанов, Николай Семёнович
Николай Семёнович Корепанов (род. 13 июня 1964, Свердловск) — советский и российский историк, краевед, специалист по истории Урала XVIII века.

## Биография
В 1986 году окончил исторический факультет Уральского государственного университета. Работал в Государственном архиве Свердловской области, Институте истории и археологии УрО РАН, екатеринбургских музеях. В 1989—1991 годах входил в общественную комиссию при администрации города Свердловска по возвращению городу исторического названия. В 2015—2018 годах был членом Общественной палаты города Екатеринбурга.

## Научная деятельность
Сфера научных интересов: история Екатеринбурга, история производственного управления и промышленных технологий на Урале и в Сибири в XVIII века, история старообрядчества на Урале в XVIII веке.
Автор более 300 научных публикаций. Впервые привёл полный перечень реорганизаций и переименований Уральского горного управления (1720—1919 гг.) с системой подчинённых органов нескольких уровней, охарактеризовал его как орган территориально-экономического (регионально-отраслевого) управления. Также впервые привёл все имена главных начальников уральских заводов, глав горнозаводской администрации Урала.
Обнаружил и опубликовал архивные документы об открытии золота на Урале в мае 1744 года (на год раньше открытия Ерофея Маркова), о начале добычи уральского малахита как поделочного сырья в середине XVIII века, об открытии железорудного месторождения горы Магнитной (Утасы, Атач) на Южном Урале в 1741 году, о тюрьме старообрядцев в Екатеринбурге в середине XVIII века (Заречный тын).
По архивным документам восстановил историю изготовления первого русского самовара в конце 1730-х годов на Иргинском заводе и историю выполнения заказа уральскими заводами на отливку меди для памятника Петру I в Петербурге.
Опубликовал письма В. Н. Татищева 1723 года о строительстве Пермских заводов и 20 писем Витуса Беринга 1733—1740 годов.

### Книги, монографии
- Индустриальное наследие Урала : (в фотографиях) / В. В. Алексеев, Н. С. Корепанов, [и др.] ; РАН, УрО, Ин-т истории и археологии, Гос. архив Свердл. обл., Свердл. ист.-краевед. музей. — Екатеринбург : Банк культурной информации, 1993. — 160 с. : фот. ; 26 см. — ISBN 5-85865-017-1.
- За семью печатями / Н. С. Корепанов ; УрО РАН Ин-т ист. и археологии, Гос. арх. Свердл. обл. — Екатеринбург : б. и., 1998. — 95 с. : ил. ; 26 см. — ISBN 5-7691-0787-1.
- В раннем Екатеринбурге (1723—1781) / Н. С. Корепанов ; РАН, УрО, Ин-т истории и археологии. — 3-е изд., испр. и доп. — Екатеринбург : Банк культурной информации, 2001. — 251 с. ; 20 см. — (Очерки истории Урала. Город Екатеринбург; вып. 4). — Библиогр. в примеч.: с. 237—249. — ISBN 5-7851-0001-0.
- В провинциальном Екатеринбурге, (1781—1831 гг.) / Корепанов Н. С. — Екатеринбург : Банк культурной информации, 2003. — 187 с. ; 20 см. — (Очерки истории Урала; вып. 22). — Библиогр.: с. 173—185. — ISBN 5-7851-0185-8.
- Клейма уральских заводов XVIII—XIX вв. / Н. С. Корепанов, Е. Ю. Рукосуев ; УрО РАН, Ин-т истории и археологии [и др.]. — Екатеринбург : [б. и.], 2004. — 92 с. : ил. ; 27 см. — ISBN 5-7691-1503-3.
- Первый век Екатеринбурга / Николай Корепанов ; Рос. акад. наук, Урал. отд-ние, Ин-т истории и археологии. — Екатеринбург : Банк культурной информации, 2005. — 273 с., [8] л. ил. : ил. ; 27 см. — Имен. указ.: с. 257—272. — ISBN 5-7851-0578-0.
- Корепанов Н. С., Блинов В. А. Город посередине России : Культурно-исторические очерки. — Екатеринбург : Издательство «Сократ», 2005. — 368 с. — (Урал: История в ликах городов). — 18 000 экз. — ISBN 5-88664-236-6.
- В. И. Геннин на Урале / Н. С. Корепанов. — Екатеринбург : Банк культурной информации, 2006. — 279 с. ; 20 см. — (Очерки истории Урала; вып. 39). — Библиогр.: с. 275. — ISBN 5-7851-0596-9.
- Территориально-экономическое управление в России XVIII — начала XX века : Уральское горное управление : [монография] / К. И. Зубков, Н. С. Корепанов [и др.] ; Рос. акад. наук, Урал. отд-ние, Ин-т истории и археологии, Негос. образоват. учреждение высш. проф. образования Гуманитар. ун-т. — Москва : Наука, 2008. — 354, [1] с. : ил. ; 22 см. — Библиогр. в примеч. в конце гл. — ISBN 978-5-02-036738-8.
- Пермь заводская, 1723—1781 гг. / Николай Корепанов. — Екатеринбург : Банк культурной информации, 2011. — 107 с. ; 20 см. — (Очерки истории Урала / ред. совет: Н. А. Миненко и др. ; вып. 65). — ISBN 978-5-7851-0755-7.
- Ирбитская ярмарка / [Е. Вершинин, Н. Корепанов, А. Дмитриев, В. Сухих]. — Екатеринбург : Банк культурной информации, 2011. — 190, [2] с., [8] л. ил., цв. ил., портр. : портр. ; 27 см. — (Каменный пояс: взгляд сквозь тысячелетия). — Авт. указаны на обл. — Библиогр. в примеч. в конце разд. — ISBN 978-5-7851-0759-5.
- Технико-технологические инновации в горно-металлургическом производстве Урала в XVII—XVIII вв. / Е. А. Курлаев, Н. С. Корепанов, И. В. Побережников; Рос. акад. наук, Урал. отд-ние, Ин-т истории и археологии. — Екатеринбург : Банк культурной информации, 2011. — 203, [1] с., [1] вкл. л. ил., слож. вдвое ; 20 см. — (Очерки истории Урала / ред. совет: Н. А. Миненко [и др.]; вып. 66). — Библиогр. в примеч.: с. 192—202 (372 назв.). — ISBN 978-5-7851-0746-5.
- Екатеринбургская городская Дума. 225 лет: история и современность / [авт. проекта: А. М. Букин; текст: А. М. Букин, Н. С. Корепанов и др.]. — Екатеринбург : Банк культурной информации, 2012. — 302, [5] с. : ил., цв. ил., портр., факс. ; 27 см. — (Каменный пояс: взгляд сквозь тысячелетия). — ISBN 978-5-7851-0776-2.
- Корепанов Н. С. Уктус — исток Екатеринбурга — Екатеринбург: Грачёв и партнёры, 2012. — 40 экз. — ISBN 978-5-91256-129-0
- Корепанов Н. С. Нижне-Исетский завод: 1789—1915 гг. — Екатеринбург: Грачёв и партнёры, 2013. — 117 с. — 10 экз. — ISBN 978-5-91256-150-4
- Никифор Клеопин / Николай Корепанов ; Рос. акад. наук, Урал. отд-ние, Ин-т истории и археологии, Упр. культуры Администрации Екатеринбурга, Музей истории Екатеринбурга. — Изд. 2-е, испр. и доп. — Екатеринбург : Банк культурной информации, 2014. — 283, [1] с., [4] л. ил. : табл. ; 17 см. — (Национальное достояние России) (Личность. Горный начальник). — На обл. авт. не указан. — Библиогр.: с. 282—283. — ISBN 978-5-7851-0789-2.
- Фабричные постройки уральских заводов XVIII в. / Н. С. Корепанов. — Екатеринбург : Грачёв и партнёры, 2020. — 154 с.: ил. ; 21 см. — ISBN 978-5-91256-480-2

Научный редактор, составитель, автор сопроводительных текстов
- Тамгинский завод и якутское серебро : сборник документов / ред.-сост. Н. С. Корепанов. — Екатеринбург : Банк культурной информации, 2002. — 132 с. : ил. ; 29 см. — В надзаг.: Рос. акад. наук. Урал. отд-ние. Ин-т истории и археологии [и др.]. — Библиогр. в подстроч. примеч. — ISBN 5-7851-0417-2.
- «Горная власть» и башкиры в XVIII веке / Акад. наук Респ. Башкортостан, Отд-ние гуманитар. наук [и др. ; авт.-сост.: Н. С. Корепанов]. — Уфа : Гилем, 2005. — 242, [1] с. : ил., карт. ; 20 см. — В надзаг. также: Рос. акад. наук, Ин-т истории, яз. и лит. УНЦ, Ин-т истории и археологии УрО, Постоян. представительство РБ в Свердл. обл. — Библиогр. в подстроч. примеч. — ISBN 5-7501-0531-8.
- Медная монета Екатеринбурга : производство и коллекционирование / Свердловский областной краеведческий музей, Государственный архив Свердловской области и др. — Екатеринбург : [Артефакт], 2007. — 144 с. : ил., портр. ; 33 см. — В надзаг. также: Русская медная компания. — Библиогр. в подстроч. примеч.
- Абрисы В. де Геннина. Чертежи и планы уральских и сибирских заводов XVIII в. / Геннин де. В. ; Музей изобразит. искусств [и др.]; автор текстов Н. С. Корепанов. — Екатеринбург : Артефакт, 2015. — 240 с. : ил. ; 29 см. — ISBN 978-5-905261-56-5.
- Энциклопедия Екатеринбурга : в 3 т. / Корепанов Н. С. — Екатеринбург : ООО «Туристско-информационный центр Екатеринбурга», 2017. — Т. 1. 1723—1807 годы : рождение и становление. — 184 с. — 1550 экз. — ISBN не указан.
- Энциклопедия Екатеринбурга : в 3 т. / Корепанов Н. С., Микитюк В. П. — Екатеринбург : ООО «Туристско-информационный центр Екатеринбурга», 2018. — Т. 2. 1807—1917 годы : горный город, уездная столица. — 184 с. — 1300 экз. — ISBN не указан.
- Тамгинский завод и Камчатская экспедиция : сборник документов / [ред.-сост. Николай Корепанов]. — Санкт-Петербург : Маматов, 2018. — 249, [6] с. : ил., факс. ; 22 см. — (Маршрутами Великой Северной экспедиции). — Библиогр. в подстроч. примеч. и в тексте. — ISBN 978-5-91076-183-8.
- Ярцов А. С. Российская горная история. Уральская часть : книга первая / А. С. Ярцов ; С.-Петерб. горн. ун-т, Гос. арх. Свердл. обл., Музей истории Екатеринбурга; [гл. ред. А. Казакова; рук. проекта И. Короткова; сост.: А. Казакова, Н. Корепанов; науч. ред., авт. ист. и археогр. предисл., ист. коммент. Н. Корепанов]. — Екатеринбург : Издательский дом Баско, 2018. — 378 с., [25] л. цв. ил., портр.] ; 25 см. — ISBN 978-5-91356-373-6.
- Ярцов А. С. Российская горная история. Уральская часть : книга вторая / А. С. Ярцов ; С.-Петерб. горн. ун-т, Гос. арх. Свердл. обл., Музей истории Екатеринбурга; [науч. ред. Н. Корепанов] — Екатеринбург : Издательский дом Баско, 2019. — 295, [6] с., [25] л. цв. ил.] ; 25 см. — ISBN 978-5-91356-377-4.
- Ярцов А. С. Российская горная история. Уральская часть : книга третья [рукопись 1812—1813 гг.] / А. С. Ярцов ; Санкт-Петербургский горный университет, Государственный архив Свердловской области, Музей истории Екатеринбурга; [научный редактор Н. Корепанов]. — Екатеринбург : Издательский дом Баско, 2020. — 424 с. : ил. ; 25 см. — ISBN 978-5-91356-393-4.
- Ярцов А. С. Российская горная история. Уральская часть : книга четвёртая : [рукопись 1814—1815 гг.] / А. С. Ярцов ; Санкт-Петербургский горный университет, Государственный архив Свердловской области, Музей истории Екатеринбурга; [научный редактор Н. Корепанов]. — Екатеринбург : Издательский дом Баско, 2021. — 346 с. + илл. — ISBN 978-5-91356-306-4.

## Премии
За свои достижения был неоднократно отмечен:
- Премия им. В. Н. Татищева и Г. В. де Геннина (1999, 2014, 2020)
- Премия им. П. П. Бажова (2001)
- Почётная грамота Законодательного собрания Свердловской области (2013)
- Премия губернатора Свердловской области в музейной сфере (2015)
- Литературная премия им. В. Т. Станцева (2021)